# Macintosh Application Environment
Macintosh Application Environment (MAE) は、Appleによって1994年から販売されていたUNIXワークステーション向けに漢字Talk 7.1 - 7.5.3とその上でMac向けソフトウェアを実行するソフトウェア製品であった。

## 概要
MAEはX Window System上で一つのWindowの中でFinderとMacのGUIを実現する。
MAE 1.0は、SPARCstation上のSolaris 2.3と、PA-RISCマシン上のHP-UX 9.0向けに、1994年にUS$549(2023年時点の$1,100と同等)でリリースされた。ホストOSから専用のメモリコントロールパネルで最大70%のメモリを利用し、漢字Talk  7.1の専用版を68LC040エミュレートしたMultiFinder環境を実行する。QuickTime, サウンド, シリル通信、ネットワーク、そしてハードウェアに依存するCDEVやINITなどのドライバは動作しない。 これを補うためにホスト統合が導入され、フロッピーディスクやCD-ROMドライブを含むホストシステムのストレージがMacのアプリケーションから利用できるようになった。エミュレートされた環境内のファイルは、ホストのファイルシステムに保存される。クリップボードは、MAE内とX Window System間のテキストとグラフィックのコピー＆ペーストをサポートする。
MAEには、フローティングネットワークライセンスを管理するためのライセンスマネージャが付属する。
最終バージョンの3.0は、漢字Talk 7.5.3相当を Solaris 2.5以降とHP-UX 9.05または10.10上で走らせる。MAEは1998年5月14日に出荷完了となった。 

## Reception
1994年にOpen Systems Today誌で「印象的な製品」としてレビューされたMAE 1.0の性能は、32MBのRAMを搭載したSPARCclassicワークステーション上では、画面の再描画が「Macintosh Plusより遅い」という「低速なもの」だったが、ハイエンドのワークステーションでは、Macintosh IIciに匹敵する性能を発揮した。

## 関連リンク
- Classic環境
- Solaris OpenStep
- A/UX